# Sitios Gusuku y bienes culturales asociados del reino de Ryūkyū
Gusuku es la palabra en idioma okinawense para castillo o fortaleza. Estos complejos se localizan en las islas Ryukyu, en la prefectura de Okinawa, Japón. Son los vestigios del antiguo reino de Ryukyu que dominó las islas desde los siglos XIV hasta el XIX antes de ser absorbidos por Japón. Está incluido como Patrimonio de la Humanidad por la Unesco desde el año 2000.
Los gusuku incluidos en la lista son los siguientes:
| Código  | Nombre                                                      | Áreas protegidas                                             | Coordenadas                                        | Imagen |
| ------- | ----------------------------------------------------------- | ------------------------------------------------------------ | -------------------------------------------------- | ------ |
| 972-001 | Mausoleo Tamaudun (玉陵?)                                   | Zona de protección: 1,1 ha. Zona de respeto: 136,899994 ha.  | 26°12′0″N 127°41′0″E / 26.20000, 127.68333         |        |
| 972-002 | Sonohyan-utaki Ishimon (園比屋武御嶽石門?)                  | 0,008 ha.                                                    | 26°12′0″N 127°41′0″E / 26.20000, 127.68333         |        |
| 972-003 | Sitio del castillo Nakijin (今帰仁城跡 Nakijin-jō ato?)     | Zona de protección: 7,9 ha. Zona de respeto: 25,299999 ha.   | 26°41′45.7″N 127°55′11.9″E / 26.696028, 127.919972 |        |
| 972-004 | Sitio del castillo Zakimi (座喜味城跡 Zakimi-jō ato?)       | Zona de protección: 4,4 ha. Zona de respeto: 78,900002 ha.   | 26°25′19.2″N 127°44′6.1″E / 26.422000, 127.735028  |        |
| 972-005 | Sitio del castillo Katsuren (勝連城跡跡 Katsuren-jō ato?)   | Zona de protección: 13,2 ha. Zona de respeto: 44,200001 ha.  | 26°20′3.2″N 127°52′51.1″E / 26.334222, 127.880861  |        |
| 972-006 | Sitio del castillo Nakagusuku (中城城跡 Nakagusuku-jō ato?) | Zona de protección: 12,3 ha. Zona de respeto: 178,100006 ha. | 26°17′18.8″N 127°48′34″E / 26.288556, 127.80944    |        |
| 972-007 | Sitio del castillo Shuri (首里城跡 Shuri-jō ato?)           | 7,3 ha.                                                      | 26°12′0″N 127°41′0″E / 26.20000, 127.68333         |        |
| 972-008 | Shikinaen (識名園?)                                         | Zona de protección: 4,2 ha. Zona de respeto: 84,199997 ha.   | 26°12′0″N 127°41′0″E / 26.20000, 127.68333         |        |
| 972-009 | Seifa-utaki (斎場御嶽?)                                     | Zona de protección: 4,5 ha. Zona de respeto: 12,1 ha.        | 26°09′40.3″N 127°48′24.1″E / 26.161194, 127.806694 |        |